# Encore Special Edition
Encore - album muzyczny wydany przez amerykańskiego rappera Eminema w 2004 roku.

## Lista utworów
| Nr | Tytuł                  | Czas | Producent         | Wykonawcy                          |
| -- | ---------------------- | ---- | ----------------- | ---------------------------------- |
| 1  | "Curtains Up"          | 0:46 | Eminem            | Eminem                             |
| 2  | "Evil Deeds"           | 4:19 | Dr. Dre           | Eminem                             |
| 3  | "Never Enough"         | 2:39 | Dr. Dre           | Eminem 50 Cent Nate Dogg           |
| 4  | "Yellow Brick Road"    | 5:46 | Eminem Luis Resto | Eminem                             |
| 5  | "Like Toy Soldiers"    | 4:56 | Eminem Luis Resto | Eminem                             |
| 6  | "Mosh"                 | 5:17 | Dr. Dre           | Eminem                             |
| 7  | "Puke"                 | 4:07 | Eminem Luis Resto | Eminem                             |
| 8  | "My 1st Single"        | 5:02 | Eminem Luis Resto | Eminem                             |
| 9  | "Paul" (skit)          | 0:32 | Mike Elizondo     | Paul Rosenberg                     |
| 10 | "Rain Man"             | 5:13 | Dr. Dre           | Eminem                             |
| 11 | "Big Weenie"           | 4:26 | Dr. Dre           | Eminem                             |
| 12 | "Em Calls Paul"        | 1:11 | Mike Elizondo     | Paul Rosenberg Eminem              |
| 13 | "Just Lose It"         | 4:08 | Dr. Dre           | Eminem                             |
| 14 | "Ass Like That"        | 4:25 | Dr. Dre           | Eminem                             |
| 15 | "Spend Some Time"      | 5:10 | Eminem Luis Resto | Eminem 50 Cent Obie Trice Stat Quo |
| 16 | "Mockingbird"          | 4:10 | Eminem Luis Resto | Eminem                             |
| 17 | "Crazy in Love"        | 4:02 | Mike Elizondo     | Eminem Dina Rae                    |
| 18 | "One Shot 2 Shot"      | 4:26 | Eminem Luis Resto | Eminem D12                         |
| 19 | "Final Thought" (skit) | 0:30 | Mike Elizondo     | Mike Elizondo                      |
| 20 | "Encore/Curtains Down" | 5:48 | Dr. Dre           | Eminem Dr. Dre 50 Cent             |
| 21 | "We As Americans"      | 4:39 | Eminem Luis Resto | Eminem                             |
| 22 | "Love You More"        | 4:47 | Eminem Luis Resto | Eminem                             |
| 23 | "Ricky Ticky Toc"      | 2:49 | Eminem Luis Resto | Eminem                             |